# ЭП3Д
ЭП3Д (Электропоезд Пригородный, 3-й тип, Демиховский) — электропоезд переменного тока производства Демиховского завода (ДМЗ), являющийся модифицированной версией электропоездов ЭД9Э последней модификации номеров 0028-0032 и конструктивно аналогичной электропоездам постоянного тока ЭП2Д.
Заводское обозначение — 62-382.
Заводские обозначения вагонов:
- прицепной головной вагон (Пг) — 62-383;
- моторный промежуточный вагон (Мп) — 62-384;
- прицепной промежуточный вагон (Пп) — 62-385.

## История создания и выпуска

### Проектирование

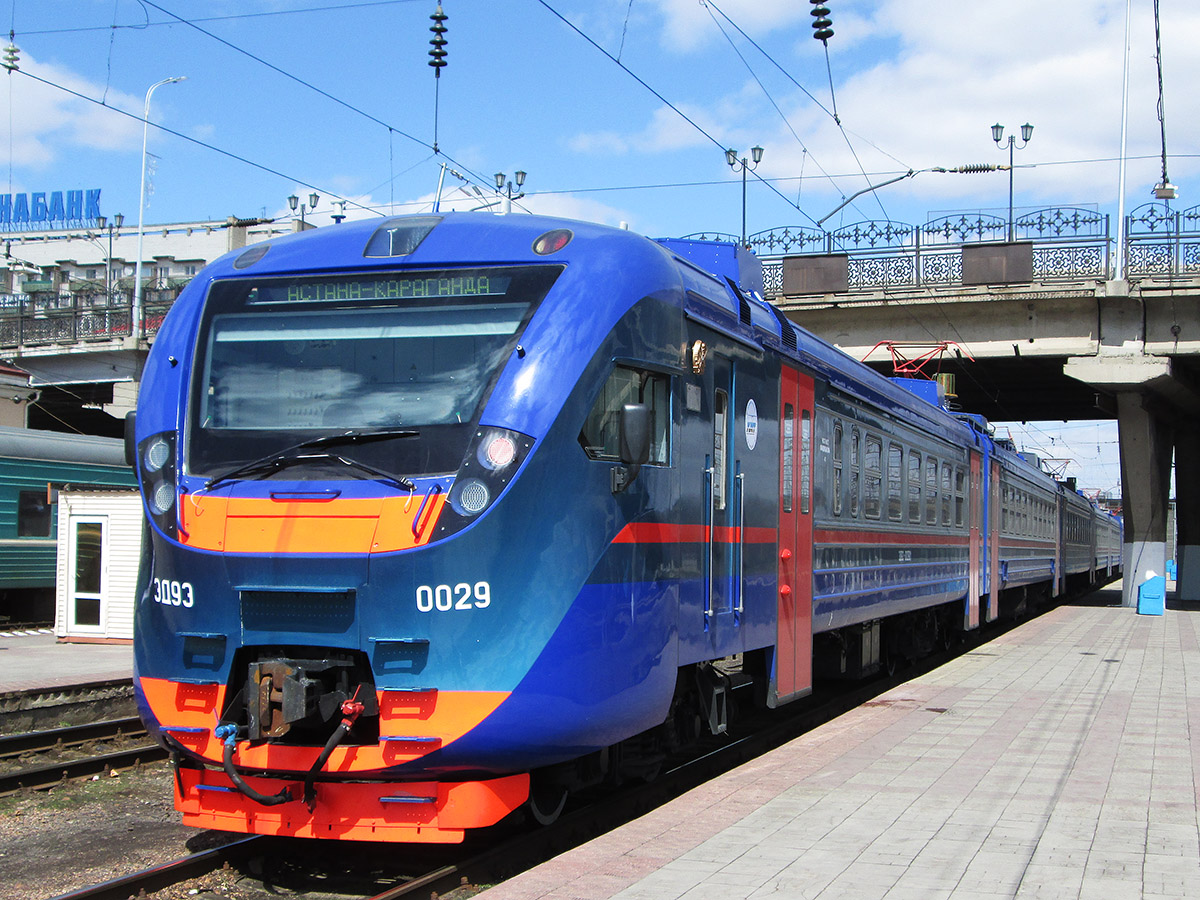
Электропоезд ЭД9Э-0029 — прародитель серии ЭП3Д

Электропоезд создан как преемник электропоездов ЭД9Э номеров 0028-0032 в соответствии с новыми требованиями по безопасности в странах Таможенного союза.
За год до появления ЭП3Д был создан аналогичный по конструкции механической части электропоезд постоянного тока ЭП2Д (на базе ЭД4М 500-х номеров), также в будущем на основе электропоездов ЭП2Д и ЭП3Д рассматривается возможность создания дизель-электропоездов.
Разработка поездов ЭП2Д и ЭП3Д была начата Демиховским заводом с середины 2015 года. При проектировании электропоезда были учтены новые требования стран Таможенного союза, согласно которым, в частности, все пассажирские моторвагонные поезда, производимые после августа 2016 года, должны быть оборудованы крэш-системой безопасности пассажиров и локомотивной бригады. Также для новых электропоездов была разработана концепция моторных головных вагонов для возможности формирования коротких двух- и трёхвагонных составов, которая в случае ЭП3Д по состоянию на 2016 год ещё не была реализована на практике.

### Испытания
Электропоезд с номером 0001 изначально был построен в восьмивагонной составности в середине июля 2016 года. Поезд был окрашен в сине-красную цветовую схему окраски, схожую с окраской электропоездов ЭД9Э последней модификации, но с большим преобладанием красного цвета по бокам передней части головных вагонов. Вскоре после этого он был отправлен для испытаний на экспериментальное кольцо в Щербинке, которые начались в августе 2016 года.
Поезд прошёл приёмочные и сертификационные испытания с выдачей в декабре 2016 года сертификата соответствия таможенного союза. Срок действия сертификата пять лет; по истечении этого срока электропоезд должен будет пройти очередные испытания. Полученный сертификат позволяет без ограничений эксплуатировать ЭП3Д на территории государств, входящих в Евразийский экономический союз (по состоянию на 2016 год это Россия, Белоруссия, Армения, Казахстан и Киргизия).
В январе 2018 года начались, а в следующем месяце успешно завершились дополнительные (сертификационные и ти́повые) испытания прошёл уже обновлённый согласно требованиям ОАО «Российские железные дороги» (РЖД) состав ЭП3Д. Сертификат на производство ЭП3Д с конструктивными изменениями и сроком службы 40 лет был выдан производителю Регистром сертификации на федеральном железнодорожном транспорте (ФБУ РС ФЖТ) в том же месяце (22 февраля).

### Выпуск электропоездов
С октября 2016 года был начат серийный выпуск поездов ЭП3Д вместо ЭД9Э, начиная с ЭП3Д-0001. В том же году были изготовлены шестивагонные составы с номерами 0002 и 0003; также из изначально восьмивагонного состава 0001 были исключены два вагона с номерами 03 и 04, которые были включены в состав электропоезда 0004 и перенумерованы (ещё четыре вагона для ЭП3Д-0004 были выпущены отдельно). Таким образом, по состоянию на ноябрь 2016 года было выпущено четыре шестивагонных состава с учётом опытного. Все они получили аналогичную красно-синюю окраску и были отправлены для эксплуатации в депо Караганда-Сортировочная Казахстанским железным дорогам (ҚТЖ) в собственность компании АҚ «Қала маңындағы тасымал» (АО «Пригородные перевозки»), где на тот момент уже работали выпущенные ранее составы ЭД9Э.

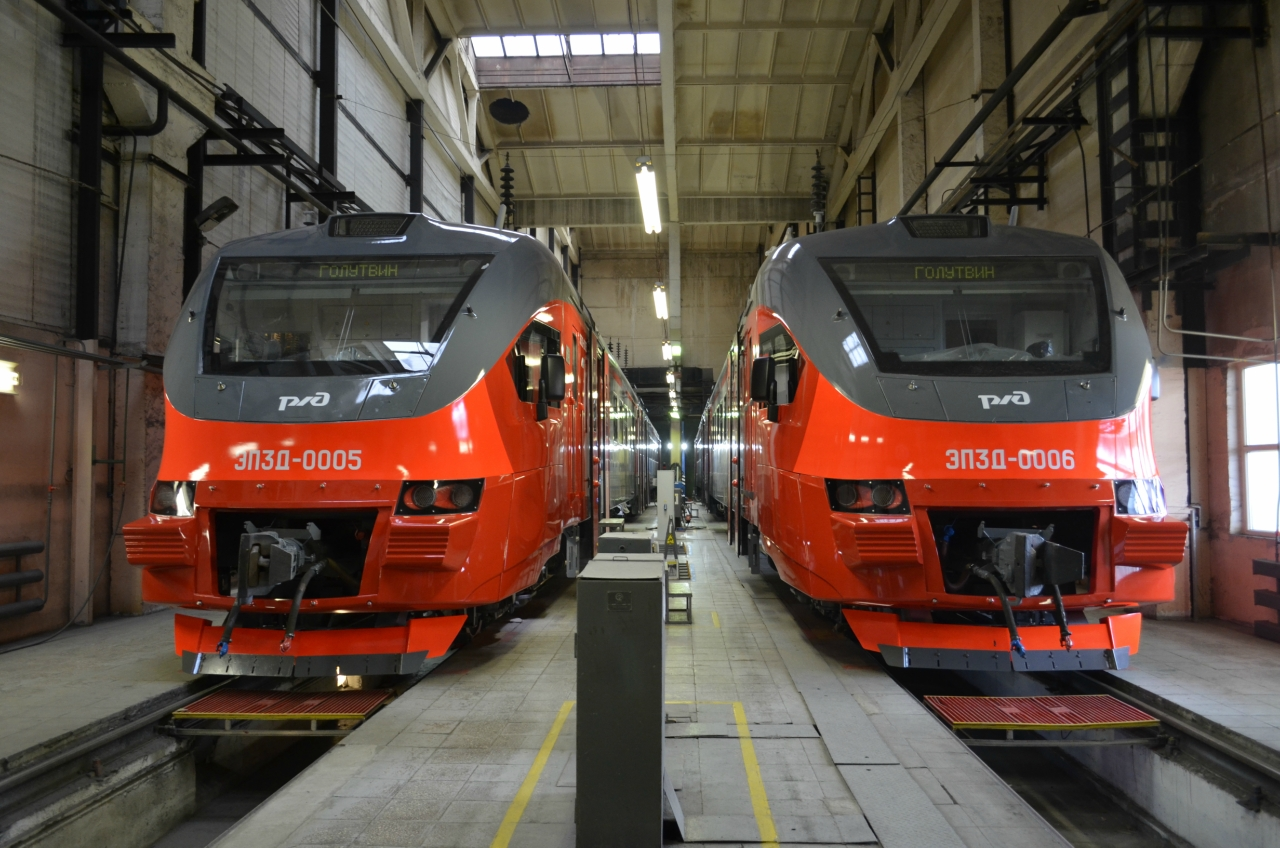
ЭП3Д-0005 (слева) и ЭП3Д-0006 (первые поезда серии для РЖД)

В течение следующего года составы ЭП3Д не выпускались, однако в 2018 году серийный выпуск электропоездов продолжился. Например, в этом же году ОАО «РЖД» планирует приобрести 22 состава на общую сумму 5 млрд рублей. Этот заказ ориентирован на Северо-Кавказскую и Приволжскую железные дороги. Составность — четырёх- и шестивагонная. Цена за вагон на этот год находится на уровне 55 млн рублей. Позже ДМЗ подписал ещё один договор, согласно которому пять четырёхвагонных поездов в декабре 2018 года планируется поставить для АО «Волго-Вятская пригородная пассажирская компания» (ВВППК). До конца года планируется ещё поставка трёх составов для Дальневосточной железной дороги, точнее один шестивагонный состав и два четырёхвагонных. Первые ЭП3Д для эксплуатации в России (они получили следующие номера, то есть 0005 и 0006) были сданы в феврале 2018 года и уже весной были введены в эксплуатацию в ТЧ-4 Ростов-Главный Северо-Кавказской железной дороги. Несколько позже поезда серии появились и в ТЧ-8 Волгоград Приволжской дороги.
В 2024 году к производству ЭП3Д подключился казахстанский производитель ТОО «Railways Systems KZ». Производство ведётся с использованием машинокомплектов ДМЗ на заводе ТОО «ЗИКСТО» (в Петропавловске). На заводе в Петропавловске освоены следующие операции:
- сборка моторной тележки (включая установку ТЭД и муфтового соединения);
- установка фазорасщепителя;
- подкатывание тележки под моторный вагон и проверка;
- монтаж систем БОРТ, Wi-Fi, медиамониторов и подсчёта пассажиров;
- установка салонного оборудования (USB-розеток, кресел, табличек, указателей, багажных полок и вендинговых аппаратов;
- проверка работоспособности электропоезда под контактным проводом на территории завода.

ТОО «Railways Systems KZ» получило сертификат на серийный выпуск ЭП3Д сроком действия до декабря 2029 года. Первый состав был презентован в 2024 году, в следующем году перешли к сертификации ЭП3Д-0136 и ЭП3Д-0138.
| Сведения о количестве и номерах выпущенных электропоездов серии ЭП3Д и их составности | Сведения о количестве и номерах выпущенных электропоездов серии ЭП3Д и их составности | Сведения о количестве и номерах выпущенных электропоездов серии ЭП3Д и их составности | Сведения о количестве и номерах выпущенных электропоездов серии ЭП3Д и их составности                                                                                                | Сведения о количестве и номерах выпущенных электропоездов серии ЭП3Д и их составности | Сведения о количестве и номерах выпущенных электропоездов серии ЭП3Д и их составности | Сведения о количестве и номерах выпущенных электропоездов серии ЭП3Д и их составности | Сведения о количестве и номерах выпущенных электропоездов серии ЭП3Д и их составности |
| Год выпуска                                                                           | Количество вагонов в электропоездах                                                   | Количество построенных электропоездов, шт                                             | Номера выпущенных электропоездов | Количество построенных электровагонов                                                 | Количество построенных электровагонов                                                 | Количество построенных электровагонов                                                 | Количество построенных электровагонов                                                 |
| Год выпуска                                                                           | Количество вагонов в электропоездах                                                   | Количество построенных электропоездов, шт                                             | Номера выпущенных электропоездов | общее                                                                                 | Прицепных головных                                                                    | Моторных промежуточных                                                                | Прицепных промежуточных                                                               |
| ------------------------------------------------------------------------------------- | ------------------------------------------------------------------------------------- | ------------------------------------------------------------------------------------- | --- | ------------------------------------------------------------------------------------- | ------------------------------------------------------------------------------------- | ------------------------------------------------------------------------------------- | ------------------------------------------------------------------------------------- |
| 2016                                                                                  | 6                                                                                     | 4                                                                                     | 0001—0004 | 24                                                                                    | 8                                                                                     | 12                                                                                    | 4                                                                                     |
| 2018                                                                                  | 4                                                                                     | 26                                                                                    | 0005—0016, 0018—0028, 0031, 0033, 0034 | 134                                                                                   | 62                                                                                    | 67                                                                                    | 5                                                                                     |
| 2018                                                                                  | 6                                                                                     | 5                                                                                     | 0017, 0029, 0030, 0032, 0035 | 134                                                                                   | 62                                                                                    | 67                                                                                    | 5                                                                                     |
| 2019                                                                                  | 4                                                                                     | 19                                                                                    | 0036—0042, 0044—0052, 0054—0056 | 88                                                                                    | 42                                                                                    | 44                                                                                    | 2                                                                                     |
| 2019                                                                                  | 6                                                                                     | 2                                                                                     | 0043, 0053 | 88                                                                                    | 42                                                                                    | 44                                                                                    | 2                                                                                     |
| 2020                                                                                  | 4                                                                                     | 5                                                                                     | 0057—0061 | 20                                                                                    | 10                                                                                    | 10                                                                                    | —                                                                                     |
| 2021                                                                                  | 4                                                                                     | 4                                                                                     | 0063, 0065, 0066, 0071 | 40                                                                                    | 16                                                                                    | 20                                                                                    | 4                                                                                     |
| 2021                                                                                  | 6                                                                                     | 4                                                                                     | 0067—0070 | 40                                                                                    | 16                                                                                    | 20                                                                                    | 4                                                                                     |
| 2022                                                                                  | 4                                                                                     | 8                                                                                     | 0077—0084 | 64                                                                                    | 26                                                                                    | 32                                                                                    | 6                                                                                     |
| 2022                                                                                  | 6                                                                                     | 6                                                                                     | 0072—0076, 0085 | 64                                                                                    | 26                                                                                    | 32                                                                                    | 6                                                                                     |
| 2022                                                                                  | 8                                                                                     | 1                                                                                     | 0086 | 64                                                                                    | 26                                                                                    | 32                                                                                    | 6                                                                                     |
| 2023                                                                                  | 4                                                                                     | 13                                                                                    | 0089, 0090, 0095—0098, 0100, 0102—0104, 0106—0108 | 116                                                                                   | 46                                                                                    | 58                                                                                    | 12                                                                                    |
| 2023                                                                                  | 6                                                                                     | 8                                                                                     | 0087, 0091—0094, 0101, 0105, 0112 | 116                                                                                   | 46                                                                                    | 58                                                                                    | 12                                                                                    |
| 2023                                                                                  | 8                                                                                     | 2                                                                                     | 0088, 0099 | 116                                                                                   | 46                                                                                    | 58                                                                                    | 12                                                                                    |
| 2024                                                                                  | 4                                                                                     | 7                                                                                     | 0109, 0110, 0114—0116, 0119, 0120 | 88                                                                                    | 34                                                                                    | 44                                                                                    | 10                                                                                    |
| 2024                                                                                  | 6                                                                                     | 10                                                                                    | 0111, 0113, 0117, 0118, 0121—0124, 0125, 0126, 0129—0131, 0134, 0137 | 88                                                                                    | 34                                                                                    | 44                                                                                    | 10                                                                                    |
| 2025                                                                                  |                                                                                       |                                                                                       | 0127, 0128, 0132, 0133, 0135, 0136, 0138—0145, 0152 |                                                                                       |                                                                                       |                                                                                       |                                                                                       |
| Всего                                                                                 | 4                                                                                     | 85                                                                                    | 0005—0016, 0018—0028, 0031, 0033, 0034, 0036—0042, 0044—0052, 0054—0061, 0063, 0065, 0066, 0071, 0077—0084, 0089, 0090, 0095—0098, 0100, 0102—0104, 0106—0110, 0114—0116, 0119, 0120 | 586                                                                                   | 248                                                                                   | 293                                                                                   | 45                                                                                    |
| Всего                                                                                 | 6                                                                                     | 31                                                                                    | 0001—0004, 0017, 0029, 0030, 0032, 0035, 0043, 0053, 0067—0070, 0072—0076, 0085, 0086, 0087, 0091—0094, 0101, 0105, 0111—0113, 0117, 0118, 0121—0124, 0134, 0137                     | 586                                                                                   | 248                                                                                   | 293                                                                                   | 45                                                                                    |
| Всего                                                                                 | 8                                                                                     | 2                                                                                     | 0088, 0099 | 586                                                                                   | 248                                                                                   | 293                                                                                   | 45                                                                                    |

## Общие сведения

### Назначение
Электропоезда предназначены для пригородных или региональных пассажирских перевозок на линиях колеи 1520 мм, электрифицированных переменным током 25 кВ частоты 50 Гц. Поезда могут эксплуатироваться при температуре наружного воздуха от −50 до +50 °C на участках, оборудованных как высокими, так и низкими платформами.

### Составность
Поезда ЭП3Д могут формироваться в составности 4, 6, 8 либо 9 вагонов и формируются из вагонов трёх типов, включая вагоны Пг, Мп и Пп. Прицепные и моторные вагоны чередуются между собой и сцепляются по принципу двухвагонных секций, то есть каждому моторному вагону соответствует сцеплённый с ним прицепной. При формировании составов с девятью вагонами в восьмивагонную композицию дополнительно включается прицепной промежуточный вагон. Основной составности соответствует восьмивагонная композиция.

### Технические характеристики
Основные параметры электропоезда основной составности (2Пг+4Мп+2Пп) и вагонов:
| Параметр                                    | Вагон Пг | Вагон Мп   | Вагон Пп | Электропоезд |
| ------------------------------------------- | -------- | ---------- | -------- | ------------ |
| База вагона, мм                             | 15 000   | 15 000     | 15 000   | ——           |
| Длина по осям сцепок, мм                    | 22 800   | 22 060     | 22 060   | 177 930      |
| Ширина, мм                                  | 3480     | 3480       | 3480     | 3480         |
| Число сидячих мест                          | 61       | 116        | 116      | 818          |
| Напряжение и род тока в контактной сети, кВ | ——       | 25 (50 Гц) | ——       | 25 (50 Гц)   |
| Мощность, кВт                               | ——       | 4×220=880  | ——       | 4×880=3520   |
| Конструкционная скорость, км/ч              | 120      | 120        | 120      | 120          |
| Среднее ускорение (до 60 км/ч), м/с2        | ——       | ——         | ——       | не менее 0,7 |
| Назначенный срок службы, лет                | 40       | 40         | 40       | 40           |

### Нумерация и маркировка
Система нумерации и маркировки, принятая для ЭП3Д, в целом аналогична применяемой на ДМЗ (например, для ЭД9М или ЭП2Д). Составы получают номера четырёхзначного написания (начиная от 0001). Маркировка на лобовой части головных вагонов выполняется в формате ЭП3Д XXXX, где ХХХХ — номер состава (без указания номера вагона). Тип поезда наносится слева, а номер — справа от автосцепки. Каждый вагон состава получает свой номер, в котором первые цифры означали номер состава, последние две — номер вагона по комплекту. Маркировка с номерами вагонов выполняется под окнами посередине вагона и отличается добавлением двух цифр в конец (формат ЭП3Д-XXXXYY, где YY — номер вагона). Для составов классической компоновки (то есть с двумя прицепными головными вагонами) моторные промежуточные вагоны получают чётные номера (из ряда 02, 04, 06, 08 и 10), головные вагоны — 01 и 09, прицепные промежуточные — остальные нечётные (из ряда 03, 05, 07). Например, маркировка первого вагона Пг электропоезда ЭП3Д-0001 будет ЭП3Д-000101; одного из вагонов Мп — ЭП3Д-000106 и так далее.
Представленный на испытания электропоезд ЭП3Д-0001 включал все восемь вагонов, включённых в состав в порядке номеров 000101+000102+000103+000104+000106+000105+000110+000109, то есть номера 000107 и 000108 не присваивались, а последний моторный вагон получил номер 000110. После исключения из его состава секции 000103+000104 в нём остались вагоны 01, 02, 05, 06, 10, 09. Следующие три состава выпущены также шестивагонными с аналогичной раскладкой номеров вагонов. Как уже говорилось ранее, два из шести вагонов поезда ЭП3Д-0004 являются бывшей секцией 000103+000104 (полностью перенумерованы).

### Сходные модели
- ЭП2Д — аналогичная серия электропоездов постоянного тока[1][3][18].

## Конструкция
Конструктивно электропоезд ЭП3Д является развитием электропоездов ЭД9Э с номерами 0028—0032 и отличается от последних главным образом обновлённой кабиной машиниста с крэш-системой, аналогичной кабине ЭП2Д, и применением более современного энергосберегающего оборудования (экономия энергии составляет до 20 %). Элементы конструкции ЭП3Д идентичны применённым на поезде ЭП2Д и практически все производятся в России.

### Кузов
Электропоезд имеет гладкий кузов, аналогичный кузову электропоездов ЭП2Д. По сравнению с кузовом ЭД9Э новый поезд имеет гладкие борта без гофров, как у ЭП2Д и ЭД4М с номера 500. Вагоны поезда сцепляются между собой через беззазорное сцепное устройство, межвагонные переходы герметичные и выполнены в виде резиновой гармошки. У головных вагонов для возможности сцепления с другим подвижным составом установлены сцепные устройства с контуром зацепления по ГОСТ 21447-75 (СА-3). На крышах вагонов устанавливаются новые климатические системы без наружных воздуховодов с функциями кондиционирования и обеззараживания воздуха, а также асимметричные полупантографы.
Форма лобовой маски кабины головного вагона полностью аналогична ЭП2Д и создана на основе маски ЭД4М 500-х номеров и ЭД9Э номеров 0028-0032. Маска в верхней части повторяет профиль кабины ЭД9Э последней модификации, а в нижней части имеет спрямлённую форму, что обусловлено наличием крэш-системы. Сцепка частично утоплена в кузов; вокруг неё в кузове имеется прямоугольный вырез, внутри которого размещены рукава пневмомагистралей. По бокам от выреза размещены буфера крэш-системы, предназначенной для поглощения удара в случае столкновения с препятствием. Буферные фонари имеют горизонтальное расположение и находятся на уровне рамы непосредственно над буферами, в то время как у ЭД9Э последней модификации они располагались на уровне лобового стекла и имели вертикальную ориентацию. Также в связи с требованиями российских перевозчиков конструкция кабины не имеет поручней, подножек и других выступов и предусматривает возможность установки съёмной лестницы, что позволяет предотвратить случаи несанкционированного подъёма людей в верхнюю зону лобовой стены и на крышу вагона со стороны лобовой части и затрудняет возможность проезда пассажиров снаружи в нижней части кабины.
Двери у электропоезда двухстворчатые, прислонно-сдвижного типа. Тамбуры имеют комбинированные выходы (как на низкие, так и на высокие платформы). Над дверями снаружи имеются красные сигнальные лампы, предупреждающие об их закрытии.

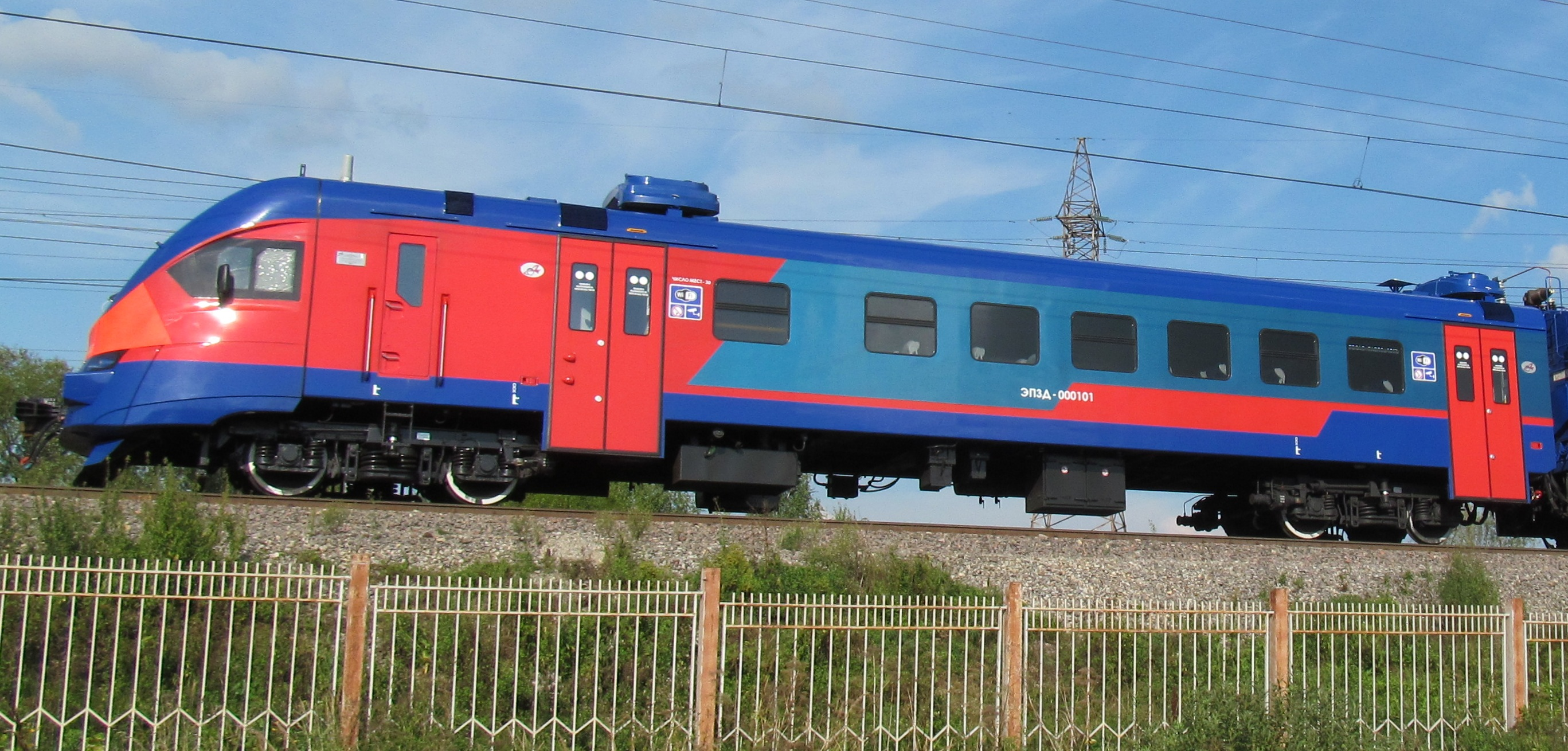
ЭП3Д-0001. Вагон ЭП3Д-000101 (Пг)
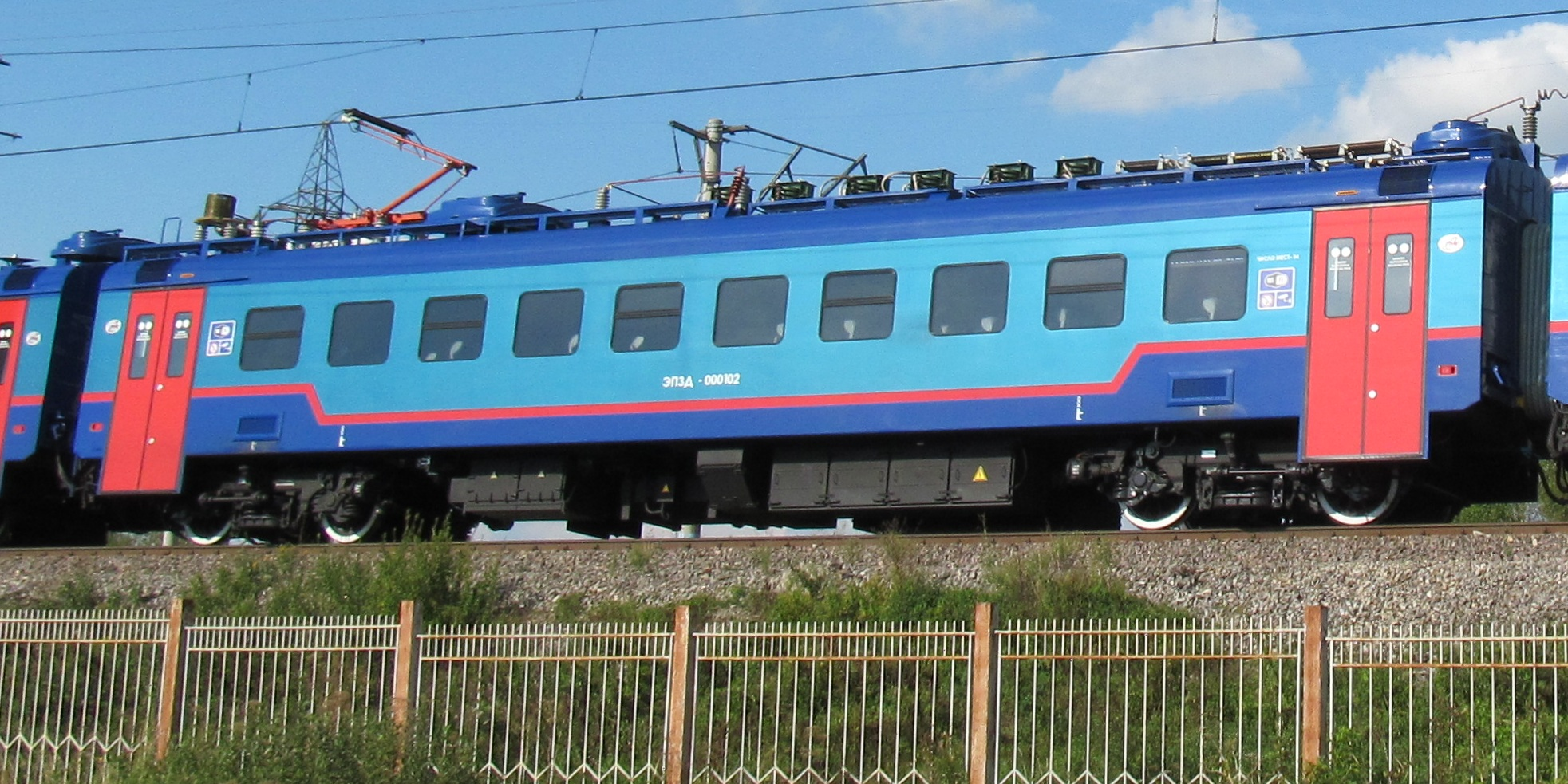
ЭП3Д-0001. Вагон ЭП3Д-000102 (Мп)
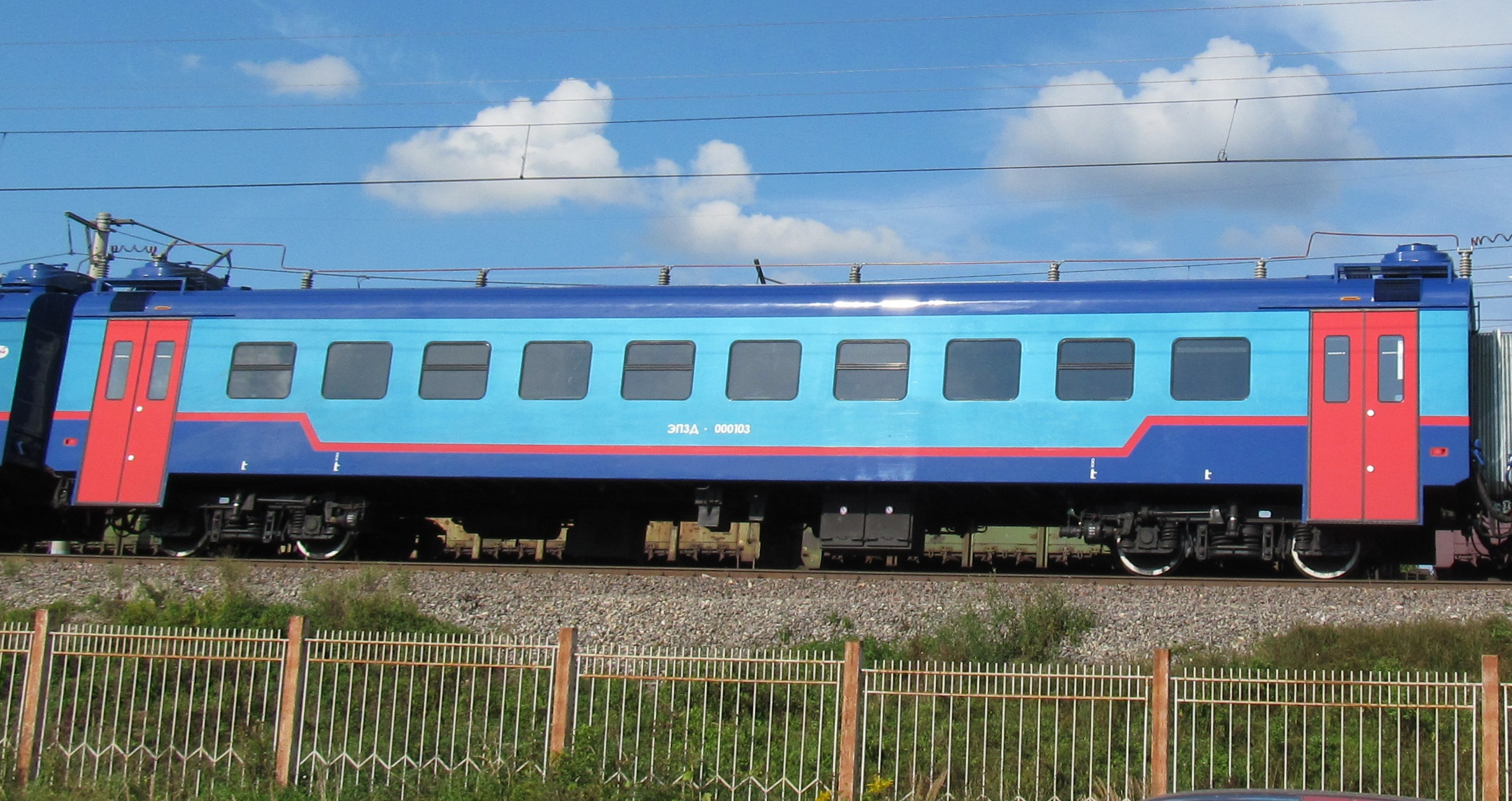
ЭП3Д-0001. Вагон ЭП3Д-000103 (Пп)

### Пассажирский салон

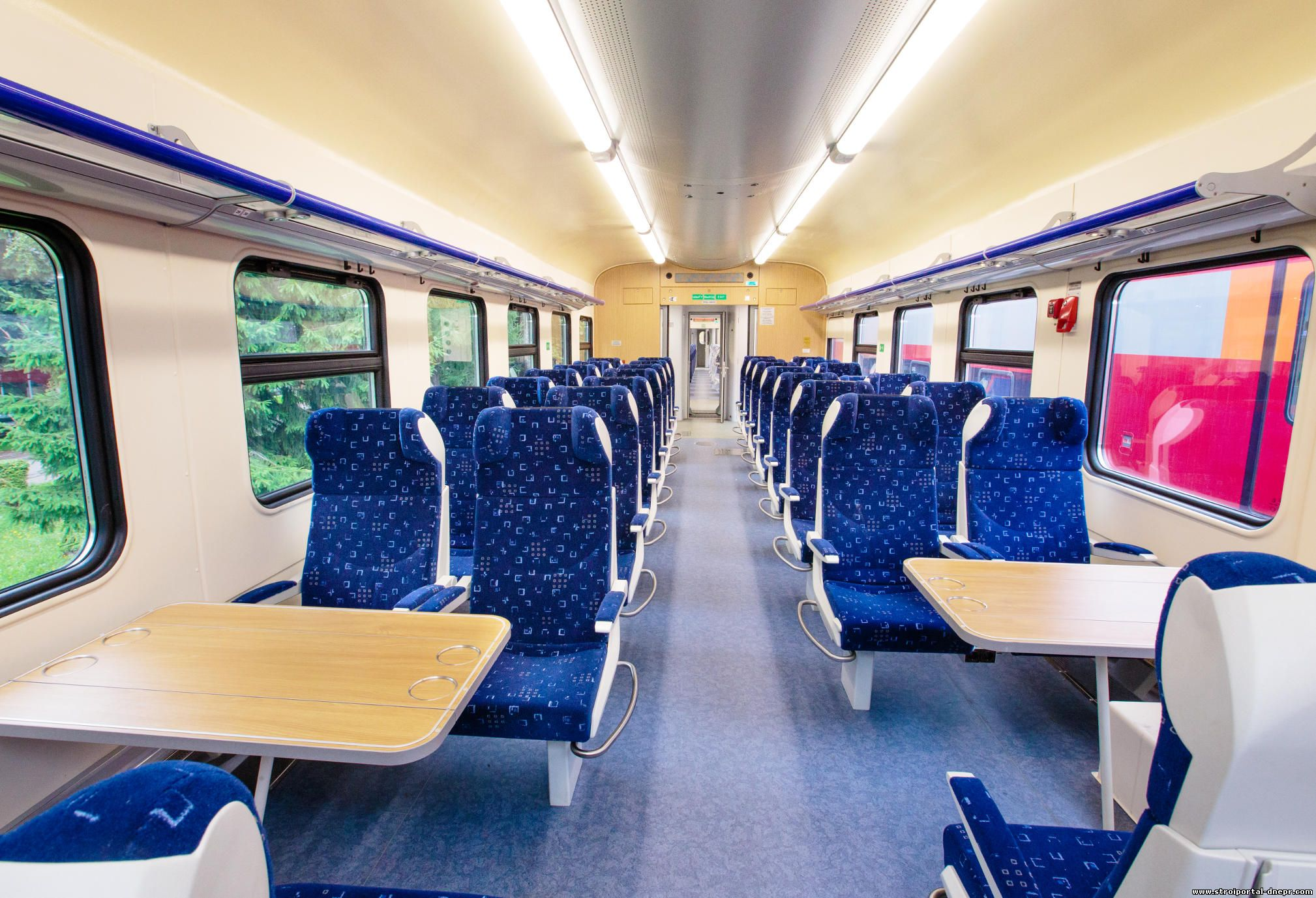
Салон 1 класса в ЭП3Д-0001

Компоновка пассажирского салона может быть выполнена в пригородном, городском или экспрессном межрегиональном варианте в зависимости от условий заказчика. В салонах установлены новые пассажирские сиденья, багажные полки; светодиодные светильники, сгруппированные в две световые линии; двустрочные табло системы информирования пассажиров; климатическая система салонов без воздуховодов на крыше. В тамбурах имеются дополнительные светодиодные светильники и вертикальные поручни. Тамбуры головных вагонов у кабины машиниста имеют специальную аппарель и подъёмный механизм для инвалидов, для которых также оборудован специальный санитарный блок и места с ремнями для фиксации инвалидных колясок в салоне.
Предусмотрены несколько классов комфортности вагонов: от 1 до 3 класса; прицепной вагон 2 класса может быть оснащён баром.
Сиденья в салоне расположены продольно в две линии по бокам от центрального прохода. В варианте экспресса устанавливаются мягкие односторонние кресла с наклонной спинкой и подлокотниками друг за другом по два кресла в каждом ряду; в пригородном варианте устанавливаются двусторонние лавки с прямой спинкой по три места с каждой стороны в ряду. В головном вагоне за туалетом также могут располагаться откидные сиденья, устанавливаемые поперечно спинкой к стене.
Компоновка вагонов электропоезда ЭП3Д-0001 изначально выполнена трёхклассовой: вагоны 1 класса оборудованы мягкими односторонними креслами с наклонными спинками и подлокотниками, расположенными по схеме 2+2; вагоны 2 класса — односторонними сиденьями с вертикальной спинкой, повёрнутыми в направлении центра вагона по схеме 2+3, вагоны 3 класса — двухсторонними шестиместными сиденьями, на которых пассажиры сидят друг напротив друга. У вагонов 1 и 2 класса сиденья обращены лицом к середине вагона. Часть сидений расположена напротив приоконных столиков. В вагоне 05 с сиденьями 2 класса имеется бар.
Окна в салоне не имеют резинового уплотнения (так называемая «псевдоклейка»), что позволяет при необходимости ускорить процесс замены окна в условиях депо до двух часов (замена обычного окна занимает до суток).

## Эксплуатация
Впервые поезда серии были введены в эксплуатацию в Казахстане. После получения сертификата в декабре 2016 года в том же году состоялась передача подвижного состава (все четыре первых шестивагонных поезда) в депо Караганда-Сортировочная ҚТЖ (оператор — АО «Пригородные перевозки»). Через несколько дней (15 декабря, то есть накануне Дня Независимости Казахстана) состоялось торжественное открытие двух новых маршрутов электропоездов повышенной комфортности с применением ЭП3Д. Поезда пустили в сообщении Астана — Караганда и Астана — Кокшетау. На первом маршруте электропоезд совершает три остановки в пути (на станциях Вишнёвка, Осакаровка и Караганда-Сортировочная). На втором также три остановки (Акколь, Макинка и Курорт-Боровое). В каждом случае в составе по два вагона 1 класса, два 2 класса и два 3 класса.
В 2018 году началась эксплуатация ЭП3Д и в России. Первые поезда для РЖД (с номерами 0005 и 0006) поступили в ТЧ-4 Ростов-Главный в марте и той же весной были выведены на линии. Примерно в то же время вступили в работу ЭП3Д с номерами 0006 и 0007, временно переданные из этого депо в ТЧ-8 Волгоград.
По состоянию на конец 2023 года ЭП3Д можно встретить на пригородных линиях Ростова-на-Дону,  Волгограда, Нижнего Новгорода, Красноярска, Иркутска, Липецка, Биробиджана, Воронежа, Владивостока, Кирова, Краснодара, Оренбурга, Саратова, Читы, Хабаровска.
В ноябре 2024 года Узбекистан получил электропоезд ЭП3Д-0137 для пригородного сообщения Ташкента. Ещё весной 2021 года узбекский оператор «Узбекистон темир йуллари» (УТЙ) озвучил планы по обновлению подвижного состава для пригородного движения. Президент страны Шавкат Мирзиёев в 2022 году поручил наладить курсирование современных скоростных электропоездов из Ташкента в Ходжикент, Бекабад и Ангрен, что было связано с несправлявшимся с потоком устаревшим текущим парком поездов. В том же году в УТЙ сообщили о планах довести число таких составов до 30 к 2030 году. Изначально поезд пустили по маршруту «Ташкент — Ходжикент — Ташкент», в 2025 году продлили в оба конца образовав маршрут «Гулистан — Ташкент — Чинаркент — Ташкент — Гулистан».

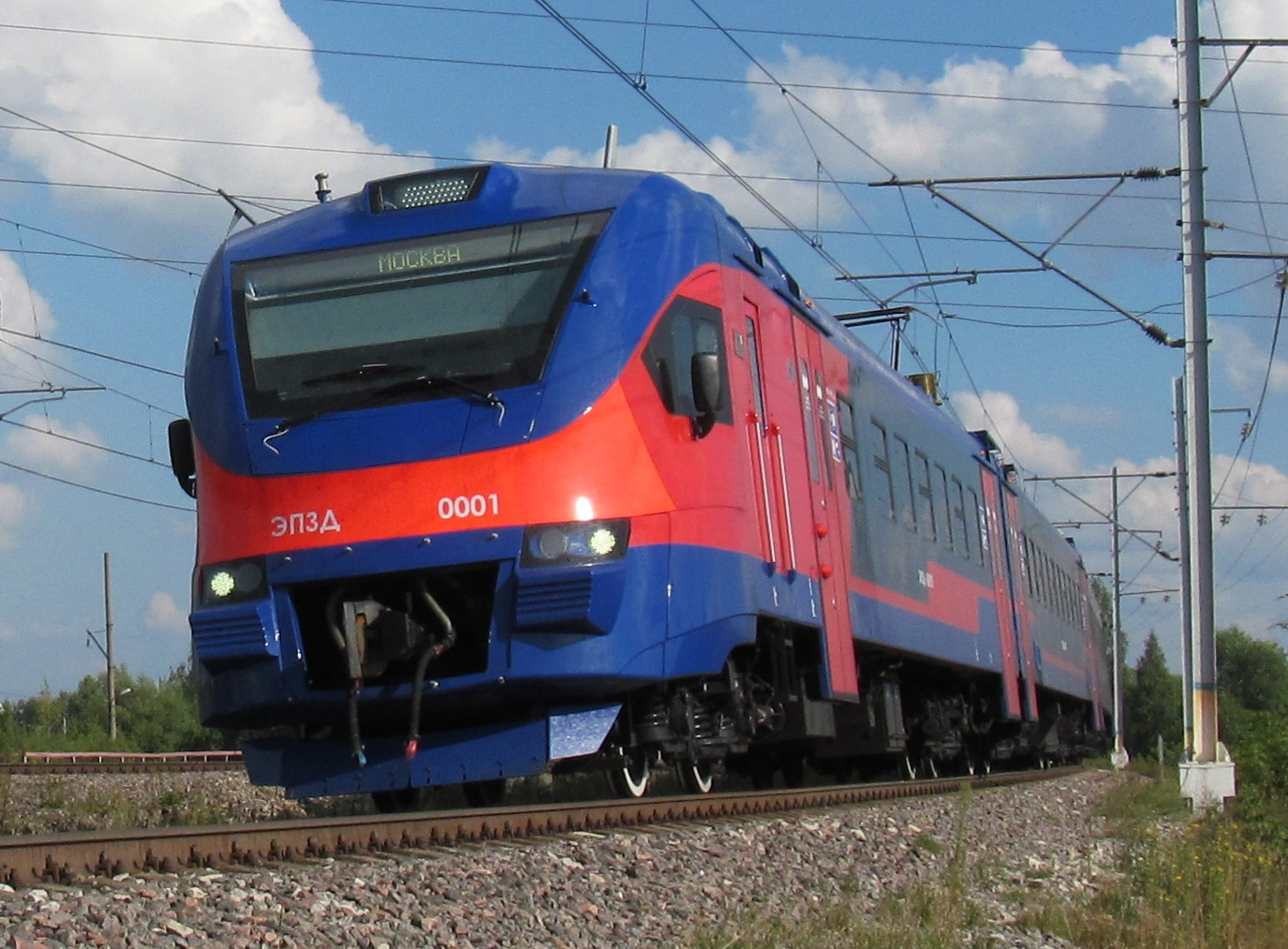
ЭП3Д-0001 в заводской окраске (ЭК ВНИИЖТ)
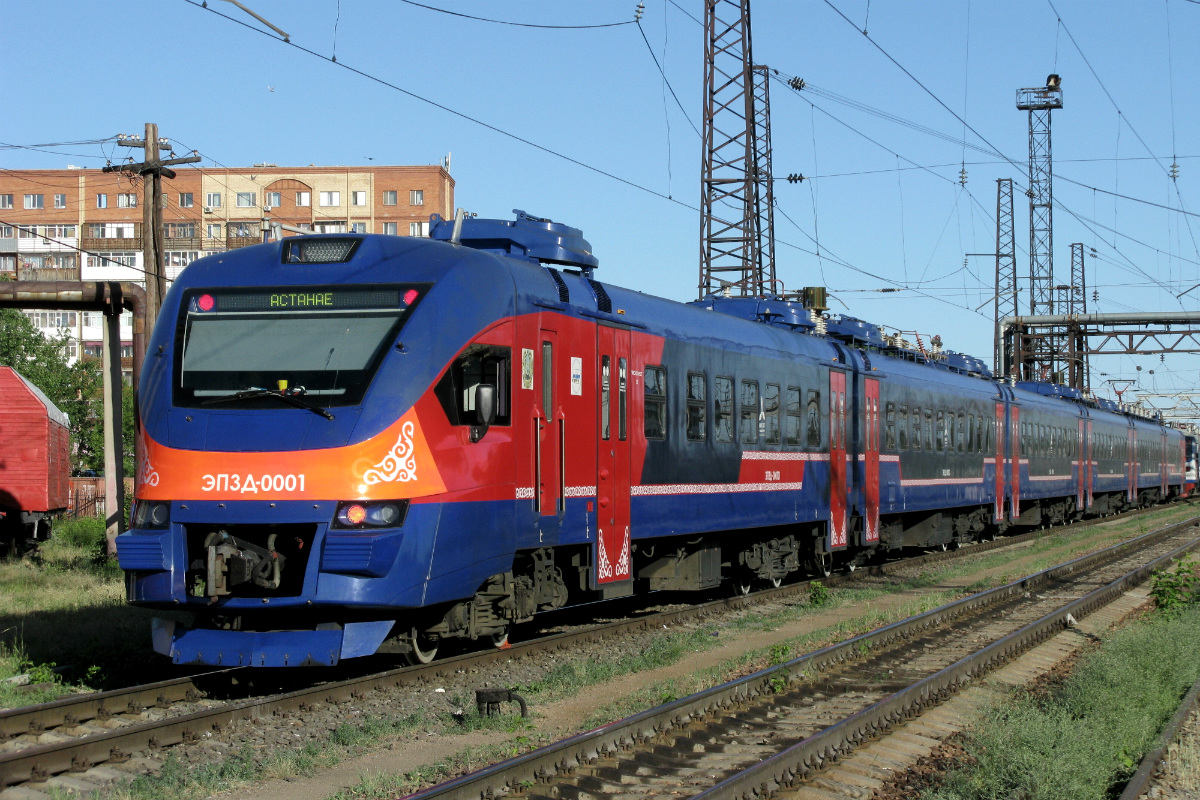
ЭП3Д-0001 в дополненной окраске (Астана)
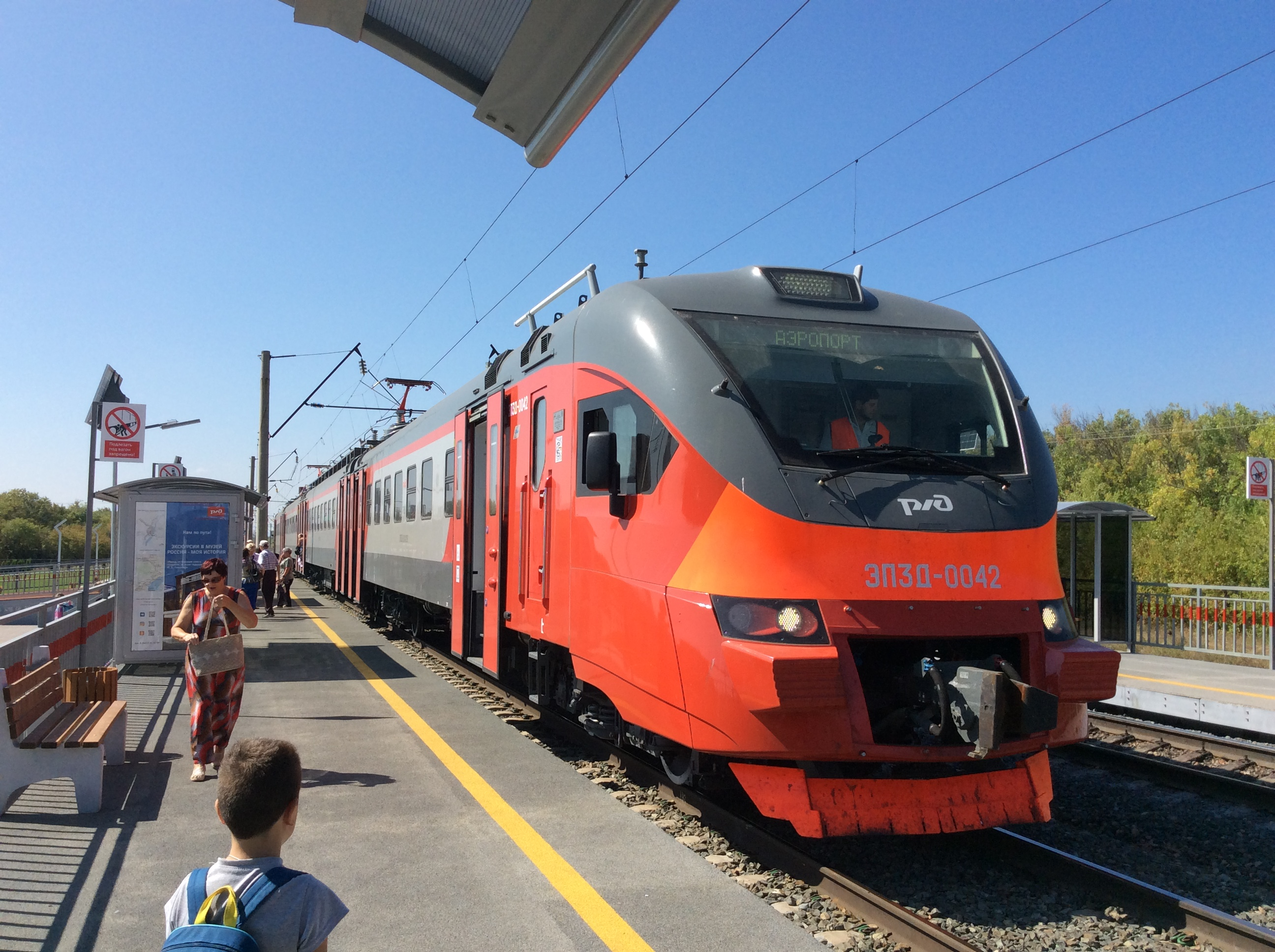
ЭП3Д-0042 в корпоративной окраске РЖД (Саратов)

### Комментарии
1. 1 2 3  Из машинокомплектов ДМЗ.
2. 1 2 3 4 5 6  Указано для базовой планировки салона (может изменяться по требованиям заказчика).
3. ↑  АО «Волго-Вятская пригородная пассажирская компания» эксплуатирует подвижной состав на инфраструктуре ОАО «РЖД».
4. ↑  ҚТЖ — каз. АБ «Ұлттық компания "Қазақстан темір жолы"», АО «Национальная компания „Казахстанские железные дороги“».
5. ↑  Высокая платформа — платформа, высота которой над уровнем головки рельса (УГР) составляет 1100 мм. Средняя платформа — платформа, высота которой над УГР составляет 550 мм. Низкая платформа — платформа, высота которой над УГР не более 200 мм[16].
6. ↑  Большая часть характеристик приведена на основе данных сайта завода-изготовителя[3], источники других характеристик указаны непосредственно в таблице возле соответствующего значения